# (37145) 2000 VZ45
2000 VZ45 (asteroide 37145) é um asteroide da cintura principal. Possui uma excentricidade de 0.12204490 e uma inclinação de 3.50333º.
Este asteroide foi descoberto no dia 2 de novembro de 2000 por LINEAR em Socorro.